# Трилер
Три́лер (від англ. thrill — трепет, коливання) — жанр кіно та літератури, в яких специфічні засоби повинні викликати у глядачів або читачів почуття співпереживання, пов'язане з емоціями тривожного очікування, невизначеності, хвилювання чи страху.

## Характеристика
У трилері, як правило, розповідь ведеться від особи жертви або злочинця, широко використовується сюжетний прийом затягування драматичної паузи, що має викликати у глядача напружене очікування і нервове занепокоєння («саспенс»), а також виразні сильнодіючі засоби — натуралістичні подробиці, раптові великі плани, шумові ефекти, затемнений кадр, що приховує загрозу, відповідний музичний супровід.
|  | «Що їх усіх об'єднує — інтенсивність породжуваних емоцій … Якщо трилер не в змозі лоскотати нерви, значить, він не справляється зі своєю роботою» Джеймс Паттерсон. |

Оскільки це напрямок, у якому присутнє зображення негативних персонажів, які вчиняють протиправні вчинки (що суперечать загальноприйнятим правилам), жанр іноді важко відрізнити від детективу. На думку окремих оглядачів, різниця полягає у тому, що:
|  | «Якщо у детективі дія рухається назад у часі, до розгадки; то у трилері — вперед, до катастрофи» |

Яскравими зразками класики жанру є фільми А. Гічкока та Ф. Ланга, які майстерно використовували кінематограф задля нагнітання сюжетної напруги та керування емоціями глядачів. Серед різновидів виокремлюються шпигунський (набув популярності після II СВ та за часів Холодної війни: «Шпигун, що прийшов із холоду») і політичний (поширився після убивства Кеннеді та Вотергейту: «День Шакала», «Вся президентська рать») трилери.
У 2001 році Американський інститут кіномистецтва опублікував список «100 найгостросюжетніших американських фільмів за 100 років». У номінації брало участь 400 фільмів американського виробництва.

## Додаткова література
- Великий тлумачний словник сучасної української мови / Голов. ред. В. Т. Бусел, редактори-лексикографи: В. Т. Бусел, М. Д. Василега-Дерибас, О. В. Дмитрієв, Г. В. Латник, Г. В. Степенко. — К.: Ірпінь: ВТФ «Перун», 2005. 2-ге вид. — 1728 с.
- Трилер // Літературознавча енциклопедія : у 2 т. / авт.-уклад. Ю. І. Ковалів. — Київ : ВЦ «Академія», 2007. — М — Я. — С. 499.